# Pala Kress
La pala Kress è un rilievo in marmo (91×55 cm) di Gasparo Cairano, databile al 1505-1510 circa e conservato presso la National Gallery of Art di Washington (inv. K.1023).

## Storia
Le origini del rilievo non sono note. Appartenuto prima alla collezione dei Niccolini di Firenze, viene acquistato dal ricco imprenditore e mecenate statunitense Samuel Henry Kress dalla collezione di Alessandro Contini Bonacossi nel 1936, con l'attribuzione a Giovanni Giorgio Lascaris. Nel 1941, l'opera confluisce nella collezione della National Gallery of Art di Washington, come molte altre opere di Kress, dove è ancora oggi conservata.

## Descrizione e stile
L'opera viene esposta per la prima volta nel 1938 a Detroit, prima dell'ingresso nella National Gallery, durante una mostra sulla scultura italiana gotica e rinascimentale: Wilhelm Valentiner, curatore del catalogo della mostra, ne mette in dubbio la tradizionale attribuzione e la riferisce a Giovanni Antonio Amadeo e bottega, datandola alla fine del XV secolo. La fotografia del catalogo, oltretutto, mostra il rilievo incastonato all'interno di una lastra marmorea con cornice modanata, probabilmente non originale e oggi scomparsa.
John Pope-Hennessy, nel 1964, ribadisce le origini veneziane dell'opera e la accosta alla Madonna col Bambino di Ambrogio Mazzola al Victoria and Albert Museum di Londra, datata 1536 e anch'essa ritenuta di provenienza veneziana. Tuttavia, il divario cronologico tra le due opere non permette allo studioso di formulare un'attribuzione comune, rilevando comunque una stretta affinità. Ulrich Middeldorf, invece, nel 1976 sposta la collocazione geografica e culturale dell'opera alla scuola milanese, rilevandone il carattere lombardo e venendovi maggiori influssi da parte della cerchia di scultori della Certosa di Pavia quali Benedetto Briosco e il Tamagnino. Nel 1977, infine, il rilievo riscuote l'attenzione di Rudolf Wittkower, che pubblica il dettaglio della testa del Donatore, appena sbozzata, come esempio di non finito, riportando tuttavia l'opera all'originale attribuzione al Lascaris.
L'attribuzione a Gasparo Cairano viene avanzata per la prima volta da Vito Zani in uno studio del 2001, poi ribadita nel 2003 e ancora nel 2010 nella prima monografia dedicata allo scultore. Lo studioso rileva principalmente la "manifesta identità di autografia" tra la pala Kress e le figure sull'arca di sant'Apollonio in Duomo nuovo a Brescia. L'identità è particolarmente evidente tra il Santo vescovo all'estremità destra della pala e il Sant'Apollonio a coronamento dell'arca. La Santa martire dietro il donatore appena sbozzato, il cui volto femminile è della medesima tipologia di quello della Madonna al centro, sono invece ricondotti dallo studioso a quell'unica tipologia femminile così ricorrente nelle opere del Cairano, il quale dimostra scarso interesse alla variazione del modello, al contrario delle tipologie maschili. I due modellati sono infatti identici alla Madonna sull'Adorazione Caprioli, a quella sull'arca di sant'Apollonio e alle varie sculture di soggetto femminile disperse in collezioni pubbliche e private, identificate dallo Zani nella monografia del 2010 grazie e questo e altri dettagli, tra cui due Madonne col Bambino e una Fede.
L'affinità con le figure dell'arca di sant'Apollonio ricorre anche per il Santo all'estrema sinistra della pala, il cui panneggio della veste rimanda a quello del San Giovita dell'arca bresciana ed è identificato dal critico come risultato di un processo, tendente a forme sempre più aggraziate, partito con le vesti degli Apostoli per la chiesa di Santa Maria dei Miracoli e passato per quelle delle figure sull'Adorazione Caprioli.
Vito Zani, nel 2010, ha anche modo di avanzare alcune supposizioni sull'origine dell'opera, che verosimilmente doveva fungere da pala per un altare. Tuttavia, la testa del Donatore inginocchiato, appena sbozzata e dunque incompiuta, lascia credere che il rilievo non sia mai stato messo in opera. Da Bernardino Faino sappiamo che l'Adorazione Caprioli, contestuale all'apparato marmoreo della cappella Caprioli nella chiesa di San Giorgio era inserita entro un qualche apparato architettonico, al quale apparteneva anche una pala marmorea, eseguita forse per mano dello stesso autore, raffigurante una Madonna col Bambino, San Giuseppe e Santa Caterina. La citazione è molto generica e riduttiva, dato che sulla pala Kress si contano almeno sette figure di Santi, tra l'altro difficilmente identificabili, quindi è arduo credere che si possa trattare della stessa opera. Tuttavia, ciò rappresenta almeno un indizio del fatto che le pale d'altare marmoree non furono una commissione inedita per lo scultore.